# Concerts for the People of Kampuchea (альбом)
Concerts for the People of Kampuchea (рус. Концерты для народа Кампучии) — двойной альбом, выпущенный 30 марта 1981 года, состоящий из записей выступлений рок-групп Wings, The Who, Queen, Элвиса Костелло, The Pretenders, The Clash, The Specials и многих других артистов с концертов для жителей Кампучии, организованных Полом Маккартни и Куртом Вальдхаймом, проходивших в Лондоне в зале Hammersmith Odeon 26-29 декабря 1979 в целях сбора пожертвований для пострадавших в гражданской войне в Камбодже. Лучшие выступления на концертах были также выпущены как фильм Концерт для Кампучии. В концертах также принимала участие сборная супергруппа «Rockestra», где под руководством Маккартни играли как минимум 30 знаменитых британских рок-музыкантов. Альбом до сих пор не выпущен на компакт-диске.
Альбом начинается четырьмя песнями The Who (взятыми из трёхчасовой концертной программы), заканчивается тремя песнями Wings, а затем тремя песнями в исполнении сборной супергруппы под названием «Rockestra». Съёмки лучших эпизоды из нескольких концертов были также выпущены как музыкальный фильм Concert for Kampuchea.
«Rockestra» — руководимая Полом Маккартни супергруппа, где играло по меньшей мере 30 знаменитых британских рок-музыкантов. Список участников супергруппы приведён на обратной стороне обложки альбома. Это название впервые было дано сборному коллективу рок-звёзд, которые вместе с Маккартни дорабатывали материал для последнего альбома Wings, вышедшего в 1979, Back to the Egg. Супергруппа — в которой тогда собрались вместе музыканты Wings, а также Джон Пол Джонс и Джон Бонем из Led Zeppelin, Дэвид Гилмор из Pink Floyd, Ронни Лэйн из The Faces, Кенни Джонс и Пит Таунсенд из The Who, Хэнк Марвин из The Shadows — 3 октября 1978 на студии Эбби Роуд записали две композиции Маккартни: инструментальную «Rockestra Theme» и песню «So Glad to See You Here».
Некоторое время спустя, когда Маккартни и австрийский дипломат, Генеральный секретарь ООН Курт Вальдхайм организовывали серию благотворительных концертов для жителей Камбоджи (известной также как Кампучия), страдающих от правления диктатора Пол Пота, это название вновь было дано сборной супергруппе. В этот раз основной состав «Rockestra» состоял из Wings, Джона Пол Джонса, Джона Бонэма, к ним присоединился ещё один участник Led Zeppelin Роберт Плант, а также из Джеймса Хонимэн-Скотта, Пита Таунсенда и музыкантов группы Rockpile; не получилось связаться с Хэнком Марвином; Дэвид Гилмор по финансовым соображениям не смог приехать из Лос-Анджелеса, Калифорния, где он и остальные участники Pink Floyd заканчивали работу над записью альбома The Wall, а также репетировали перед предстоящим концертным туром, который должен был начаться в феврале 1980. При исполнении различных песен к основному составу присоединялись и другие музыканты (см. полный список участников Rockestra на этих концертах ниже).

## Список композиций
| №  | Название           | Автор(ы) | Исполнитель | Длительность |
| -- | ------------------ | -------- | ----------- | ------------ |
| 1. | «Baba O'Riley»     | Таунсенд | The Who     | 5:12         |
| 2. | «Sister Disco»     | Таунсенд | The Who     | 5:16         |
| 3. | «Behind Blue Eyes» | Таунсенд | The Who     | 3:46         |
| 4. | «See Me, Feel Me»  | Таунсенд | The Who     | 5:49         |

| №   | Название                     | Автор(ы)        | Исполнитель                      | Длительность |
| --- | ---------------------------- | --------------- | -------------------------------- | ------------ |
| 5.  | «The Wait»                   | Hynde / Farndon | The Pretenders                   | 3:28         |
| 6.  | «Precious»                   | Hynde           | The Pretenders                   | 3:23         |
| 7.  | «Tattooed Love Boys»         | Hynde           | The Pretenders                   | 3:18         |
| 8.  | «The Imposter»               | Костелло        | Elvis Costello & The Attractions | 2:10         |
| 9.  | «Crawling from the Wreckage» | Parker          | Rockpile                         | 3:02         |
| 10. | «Little Sister»              | Pomus / Sherman | Rockpile with Robert Plant       | 3:33         |

| №   | Название                        | Автор(ы)      | Исполнитель               | Длительность |
| --- | ------------------------------- | ------------- | ------------------------- | ------------ |
| 11. | «Now I'm Here»                  | Мэй           | Queen                     | 6:49         |
| 12. | «Armagideon Time»               | Уилли Уильямс | The Clash                 | 4:15         |
| 13. | «Hit Me With Your Rhythm Stick» | Dury / Jankel | Ian Dury & The Blockheads | 4:30         |
| 14. | «Monkey Man»                    | Hibbert       | The Specials              | 2:26         |

| №   | Название                      | Автор(ы)           | Исполнитель | Длительность |
| --- | ----------------------------- | ------------------ | ----------- | ------------ |
| 15. | «Got to Get You into My Life» | Леннон — Маккартни | Wings       | 2:57         |
| 16. | «Every Night»                 | Маккартни          | Wings       | 4:17         |
| 17. | «Coming Up»                   | Маккартни          | Wings       | 4:08         |
| 18. | «Lucille»                     | Collins / Penniman | Rockestra   | 3:03         |
| 19. | «Let It Be»                   | Леннон — Маккартни | Rockestra   | 4:12         |
| 20. | «Rockestra Theme»             | Маккартни          | Rockestra   | 2:30         |

Трек 20 — концертное исполнение трека, присутствующего на альбоме Wings Back to the Egg, записанного в октябре 1978 в студии № 2 студии Эбби Роуд.

## Состав супергруппы «Rockestra»
- Фортепиано: Пол Маккартни
- Клавишные: Линда Маккартни, Тони Эштон, Гэри Брукер
- Гитары: Дэнни Лейн, Laurence Juber, James Honeyman-Scott, Дэйв Эдмундс, Billy Bremner, Пит Таунсенд, Роберт Плант
- Бас-гитары: Пол Маккартни, Bruce Thomas, Ronnie Lane, Джон Пол Джонс
- Барабаны, перкуссия: Steve Holley, Kenney Jones, Tony Carr, Morris Pert, Speedy Acquaye, Джон Бонэм
- Духовые: Howie Casey, Steve Howard, Thaddeus Richard, Tony Dorsey
- Вокал и бэк-вокал: Пол Маккартни, Линда Маккартни, Джон Пол Джонс, Ronnie Lane, Bruce Thomas, Роберт Плант

## Места в чартах
Альбом
| Год  | Чарт             | Место |
| ---- | ---------------- | ----- |
| 1981 | US Billboard 200 | 36    |

Трек с альбома
| Год  | Название трека | Чарт                    | Место |
| ---- | -------------- | ----------------------- | ----- |
| 1981 | Little Sister  | US Billboard Top Tracks | 8     |